# 阿拜绍河畔圣贡萨洛
阿拜绍河畔圣贡萨洛是巴西米纳斯吉拉斯州的一个市镇。总面积365.7平方公里，总人口9233人，人口密度25.2人/平方公里。